# Théodora de Khazarie
Théodora de Khazarie (en grec : Θεοδώρα των Χαζάρων) était une impératrice byzantine et la seconde épouse de l'empereur byzantin Justinien II. Elle était la sœur de Busir, Khagan (empereur) des Khazars. Les relations familiales qu'elle et son frère entretenaient avec d'autres dirigeants Khazar comme Bihar, le père de la future impératrice byzantine Tzitzak, restent inconnues.

## Mariage
Justinien II, son futur conjoint, monte sur le trône en 685 mais il est renversé par un coup d'état organisé par le stratège Léonce. Le nez et la langue de Justinien sont coupés, puis il est envoyé en exil à Chersonèse en Crimée.
Justinien séjourne à Chersonèse pendant sept ans environ sans incident majeur. Cependant des rumeurs courent que l'empereur déchu n'a pas renoncé à revenir au pouvoir malgré sa mutilation et qu'il prépare son retour. Informées, les autorités de la ville décident de l'arrêter et de l'envoyer sous bonne escorte à Constantinople pour que l'usurpateur Tibère III dispose de lui. Néanmoins, Justinien parvient à s'enfuir avec ses proches, et se réfugie auprès de l'empereur des Khazars, le peuple qui domine l'arrière-pays, nommé Busir.
Busir l’accueille avec bienveillance. Les deux hommes se rapprochent, à tel point que Busir finit par donner sa sœur en mariage à Justinien en 703. Le nom d'origine de celle-ci est inconnu. Elle est baptisée Théodora comme marque de sa conversion au Christianisme. Ce nom fut probablement choisi en mémoire de l'impératrice Théodora, l'épouse de Justinien Ier. Busir offre un appui financier au couple ainsi qu'une maison en Phanagoria.
À Constantinople, Tibère III est informé du mariage entre Justinien et la sœur de l'empereur des Khazars. Il propose une forte somme d'argent à Busir s'il lui apporte la tête de Justinien. Selon les chroniques de Théophane le Confesseur, Busir change alors brusquement d'avis en 704 et envoie deux agents, Balgitzin et Papatzys, tuer son beau-frère. Théodora est néanmoins avertie de leur mission et prévient son mari. Celui-ci réussit à étrangler les deux hommes puis fait voile vers Chersonèse dans un bateau de pêche.
Théodora reste, quant à elle, au sein des Khazars, à la garde de son frère. Alors qu'elle est séparée de son mari, elle met au monde un fils nommé Tibère, ce qui indique qu'elle était enceinte avant le départ de son mari.

## Impératrice
En 705, Justinien forme une nouvelle alliance, cette fois avec Tervel, Khan de Bulgarie. Celui-ci fournit à Justinien un contingent de 15 000 cavaliers. À la tête de cette armée, Justinien prend la direction de Constantinople. Ayant réussi à entrer dans la ville, il renverse Tibère III et reprend possession du trône. Théodora devient la nouvelle impératrice consort, même si elle reste à la garde de son frère.
D'après les chroniques de Théophane ainsi que le recueil Chronographikon syntomon du patriarche œcuménique Nicéphore Ier de Constantinople, Justinien aurait eu l'intention de récupérer sa femme de force. Vers 705/706, un détachement de la  marine Impériale est envoyé dans la Mer d'Azov afin d'organiser le retour de Théodora, mais la flotte coule au cours d'une tempête avant d'atteindre leur destination.
Busir écrit alors à son beau-frère qu'une guerre est inutile. Sa sœur, Théodora, sera libre de rejoindre son mari, dès lors que Justinien aura envoyé des émissaires afin de l'escorter. Selon Théophane, Busir informe également Justinien de l'existence de son fils, Tibère. Justinien envoie alors Theophylaktos, un cubiculaire ramener Théodora à Constantinople, ce qu'il fait sans le moindre incident. Théodora est couronnée Augusta et leur fils Tibère est proclamé co-empereur afin de garantir ses droits de succession.

## Déposition
Durant son second règne, Justinien se révèle impitoyable dans sa quête de vengeance contre les partisans de Léonce et Tibère III. La politique sévère de Justinien engendre un mécontentement croissant. En 711, une nouvelle révolte éclate à Chersonèse sous la conduite du général Bardanes, renommé Philippicos. Busir apporte son soutien aux rebelles.
Justinien est en Arménie lorsque la révolte éclate et ne peut retourner à Constantinople à temps afin de la défendre. Il est arrêté et exécuté aux abords de la ville en décembre 711. Sa tête est envoyée à Bardanes comme trophée. En apprenant la nouvelle de sa mort, la mère de Justinien, Anastasia, emmène le fils de Justinien II et de Théodora, Tibère, âgé de 6 ans au sanctuaire de l'Église sainte-Marie dans le quartier de Blachernes, mais ils sont poursuivis par les sbires de Philippicos. L'enfant, traîné hors de l'église, est assassiné, ce qui met fin à la dynastie Héraclide.
La question de la survie de Théodora à ces événements n'est pas tranchée de manière certaine. Théophane et Nicéphore ne font aucune mention de sa déposition. Jean Zonaras suppose qu'elle était déjà morte au moment des événements, mais ses écrits ont été rédigés quatre siècles après les faits, ce qui rend discutable l'exactitude des faits rapportés. Contrairement à d'autres impératrices, aucun tombeau n'est mentionné pour avoir accueilli sa dépouille. Les circonstances de sa mort restent inconnues.

## Descendance
Théodora et Justinien II ont un seul enfant connu :
- Tibère (705 – 711, co-empereur de 706 à 711), exécuté sur ordre de Philippicos.

## Sources
- (en) Cet article est partiellement ou en totalité issu de l’article de Wikipédia en anglais intitulé « Theodora of Khazaria » (voir la liste des auteurs).